# Gewittergrotte

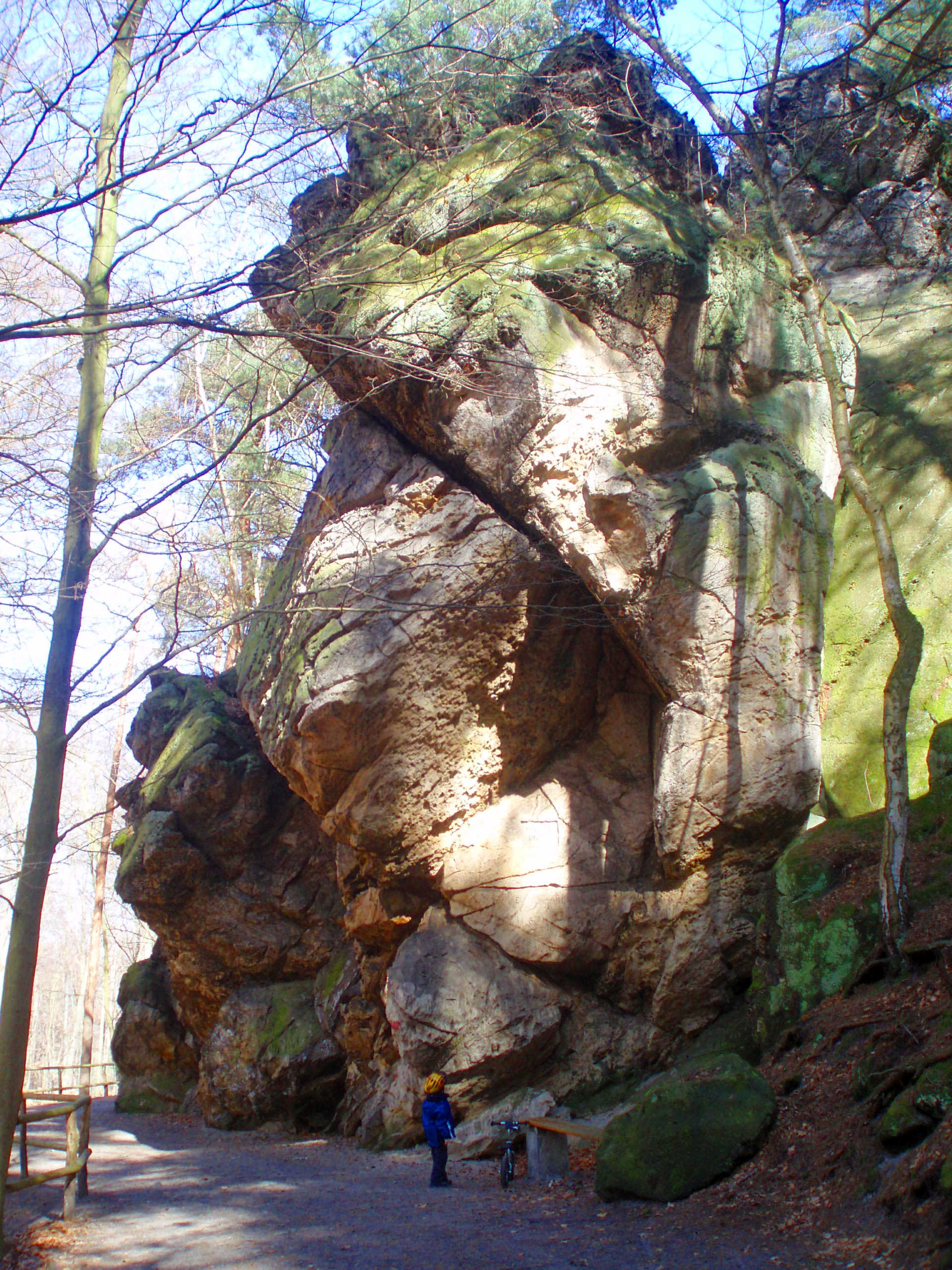
An der Gewittergrotte

Gewittergrotte ist der Name einer markanten Felsformation an der Teufelsmauer zwischen Blankenburg (Harz) und dem Ortsteil Timmenrode. Sie befindet sich am 1934 ausgebauten Wanderweg an der Nordseite der Teufelsmauer, östlich des Heidelberges am Rand des Sautroges. Die Gewittergrotte ist mit einer Sandsteintafel gekennzeichnet. Ferner erläutert eine Tafel die Entstehungsgeschichte der auffälligen Sandsteinverwitterungen.
Unweit der Gewittergrotte befindet sich seit 1934 der Fuchsbau.